# 황포항 (태안군)
황포항은 대한민국 충청남도 태안군 안면읍 신야리에 있는 어항이다. 2004년 4월 28일 어촌정주어항으로 지정하여 관리하고 있다. 관리청은 태안군, 시설관리자는 태안군수이다.

## 어항 구역
본 항의 어항 구역은 다음과 같다.
- 수역[1]: 본 선착장 기점 서측 100m 지점에서 SE방향으로 130m 이동하고 SE방향으로 150m 이동하고 NW방향으로 190m 이동하여 해안선과 접속한 지점 선내의 구역(49,000m2)
- 육역: 4,595m2

## 개발 계획
2008년 12월 10일 고시된 본 항의 개발계획은 다음과 같다.
- 호안 74m, 물양장 45m, 부지면적 4,595m2

## 주요 어종
- 우럭, 노래미, 농어, 실치, 까나리